# Орлеан-Браганса, Бертран
Принц Бертран (порт. Bertrand), (полное имя — Бертран Мария Жозе Пиу Жануариу Мигель Габриэль Рафаэль Гонзага; порт. Bertrand Maria José Pio Januário Miguel Gabriel Rafael Gonzaga; 2 февраля 1941, Мандельё-ла-Напуль, Франция) — действующий претендент на бразильский престол с титулом «Бертран I» с 2022 года, после смерти его брата, Луиша Орлеан-Браганса. Бертран — третий сын принца Педро Энрике, принца Бразилии и Марии Елизаветы Баварской, и, следовательно, член Дома Орлеан-Браганса, также имеющий связи с Домом Виттельсбахов.со стороны матери. Бертран станет пятым монархом, занявшим трон Бразилии. Он был династическим наследником своего брата с июля 1981 года, после смерти своего отца, Педро Энрике, до июля 2022 года. Ветвь Вассурас претендует на легитимность престола в противовес Петрополисской ветви Дома Орлеанов и Брагансы. во главе с Педро Карлосом, принцем Бразилии.

## Биография
Родился 2 февраля 1941 года в городе Мандельё-ла-Напуль (департамент Приморские Альпы, Франция). Третий сын принца Педру Энрике Орлеан-Браганса (1909—1981), главы Васорасской линии бразильского императорского дома (1921—1981), и принцессы Марии Елизаветы Баварской (1914—2011). У него два старших и пять младших братьев. Его старшие братья, принц Луиш Орлеан-Браганса (1938—2022) и принц Эудес Орлеан-Браганса (1939—2020), в 1966 году отказался от своих прав на наследование титула из-за морганатического брака.
В 1945 году после окончания Второй Мировой войны родители Бертрана переселись в Бразилию. Здесь императорская семья поселилась в штате Рио-де-Жанейро, затем в штате Парана, где принц Бертран провёл своё детство. В возрасте 18 лет он отправился в Сан-Паулу, в 1964 году окончил юридический факультет университета Сан-Паулу.
Принц Бертран Орлеан-Браганса — католик-традиционалист и член Общества по защите традиции, семьи и собственности. Он не женат и не имеет детей. Его наследником был младший брат, принц Антониу Орлеан-Браганса (1950—2024), который был женат на бельгийской принцессе Кристине де Линь (род. 1955). Ныне наследником является принц Рафаэл, младший сын Антониу.
Принц Бертран Орлеан-Браганса, как и его старший брат, принц Луиш, занимается монархическим прозелитизмом в Бразилии. Братья играли главные роли во время Бразильского конституционного референдума в 1993 году, на котором была представлена до сих пор единственная реальная возможность для возвращения монархии после провозглашения республики в 1889 году. Монархисты проиграли референдум, получив только 13,4 % голосов.
В последние годы принц Бертран Орлеан-Браганса является координатором и представителем движения «Paz no Campo» (Мир на полях). Он объездил Бразилию с лекциями для фермеров и предпринимателей по защите частной собственности и свободного предпринимательства. В 2012 году принц Бертран написал книгу под названием «Psicose Ambientalista» (Экологический психоз).
После смерти старшего брата Луиса 15 июля 2022 года возглавил Васорасскую линию бразильской императорской династии.

## Титулы и стили
- «Принц Дом Бертран Орлеан-Браганса, императорский принц Бразилии»[10]

## Награды
- Кавалер Большого креста и Коммандер-майор Императорского ордена Христа
- Кавалер Большого креста и Коммандер-майор Императорского ордена Святого Бенедикта Ависского
- Кавалер Большого креста и Коммандер-майор Императорского ордена Сантьяго
- Кавалер Большого креста Императорского ордена Южного Креста
- Кавалер Большого креста Императорского Ордена Педру I
- Кавалер Большого креста и Большой сановник-майор Императорского Ордена Розы

Также он был удостоен ряда зарубежных наград:
- Большой крест Священного военного Константиновского ордена Святого Георгия (Бурбон-Сицилийская династия)
- Большой Крест Чести и Преданности (Мальтийский орден).